# Els lletjos també suquen
Els lletjos també suquen  (títol original: The New Guy) és una pel·lícula estatunidenca dirigida per Ed Decter, estrenada l'any 2002. Ha estat doblada al català

## Argument
Dizzy Gillespie Harrison és l'ase dels cops del seu institut, és impopular i objecte de bromes i quintades diàries. Gràcies a l'ajuda de Luther, exreclús i perdedor, decideix un dia canviar la seva sort fent-se expulsar de la seva escola per entrar en un nou establiment forjant-se un nou estil i una nova història: es fa dir el Nou. Hi obté el que li faltava: algunes noies i popularitat. Però el seu passat que ressorgeix l'empeny a interrogar-se sobre qui és verdaderament.
Aquesta comèdia és un teen-movie clàssic d'humor infantil, l'atmosfera lleugera del qual és portada per una banda original d'inspiració funk.

## Repartiment
- DJ Qualls: Dizzy Gillespie Harrison / Gil Harris
- Lyle Lovett: Bear Harrison
- Eddie Griffin: Luther
- Eliza Dushku: Danielle
- Illeana Douglas: Kiki Pierce
- Zooey Deschanel: Nora
- Parry Shen: Glen
- Ameer Harris: Barclay
- Ross Patterson: Conner
- Kurt Fuller: M. Undine
- Avery Waddell: Pete
- Sunny Mabrey: Courtney
- Lauara Clifton: Emily
- Valente Rodriguez: Ramone
- Jerod Mixon: Kirk
- Justine Johnston: Mme Johnston
- M. C. Gainey: Clem
- Conrad Good: Billy Rae
- Geoffrey Lewis: principal Zaylor
- Jermaine D. Mauldin: Jerry
- Kyle Gass: M. Luberoff
- Henry Rollins: Warden
- Julius Carry: Entrenador
- Jermaine Dupri: el guardià de presó
- Tommy Lee: ell mateix
- David Hasselhoff: ell mateix
- Tony Hawk: ell mateix
- Vanilla Ice: ell mateix